# 小神明町
小神明町（こじんめいまち）は、群馬県前橋市の地名。郵便番号は371-0134。2013年現在の面積は0.74km2。

## 地理
赤城山南麓の台地上に位置する。南側は旧利根川の左岸にあたる段丘崖によって地形的に画されている。

## 歴史
江戸時代頃からある地名であり、前橋藩領だった。天正20年（1592年）厩橋藩主平岩親吉が甲斐の国人御嶽衆に知行を与えた文書に「小神明」として現れる。
近年は芳賀西部工業団地の一部が建設され、工場も進出している。

### 年表
- 1889年4月1日 町村制施行により、小神明村は勝沢村、小坂子村、五代村、端気村、鳥取村、嶺村と合併し南勢多郡芳賀村が成立する。
- 1896年4月1日 郡統合（東群馬郡と南勢多郡の統合）により勢多郡に所属する。
- 1954年4月1日 周辺1町5村（元総社村、上川淵村、下川淵村、桂萱村、群馬郡東村、総社町）とともに芳賀村は前橋市へ編入する。そのため前橋市小神明町となる。
- 2012年12月22日 国道17号（上武道路）の群馬県道3号前橋大間々桐生線 - 群馬県道4号前橋赤城線 間の開通に伴い、当町に初めて国道が通る事となる。

### 地名の由来
かつて当地が細井御厨に含まれる地で、「古神明」と言われ、のちに現在の「小神明」になったと考えられる。

## 世帯数と人口
2017年（平成29年）8月31日現在の世帯数と人口は以下の通りである。
| 町丁     | 世帯数  | 人口  |
| -------- | ------- | ----- |
| 小神明町 | 207世帯 | 556人 |

## 小・中学校の学区
市立小・中学校に通う場合、学区は以下の通りとなる。
| 番地 | 小学校             | 中学校             |
| ---- | ------------------ | ------------------ |
| 全域 | 前橋市立芳賀小学校 | 前橋市立芳賀中学校 |

## 交通

### 鉄道
鉄道駅はない。

### 道路
国道に関しては国道17号（上武道路）が町内の北部を東西に通っている。県道は通っていない。

## 施設
- 相模屋食料第2工場